# Camille Little
Pour les articles homonymes, voir Little.
Camille Little, née le 18 janvier 1985 à Winston-Salem (Caroline du Nord) est une joueuse américaine de basket-ball.

## Biographie
Elle se fait remarquer au Carver High School et participe  WBCA High School All-America Game de 2003 où elle inscrit 10 points.
Reconnue pour ses aptitudes défensives comme offensives, Little et Ivory Latta ont conduit les Tar Heels de la Caroline du Nord à deux finales à quatre NCAA en quatre saisons. Meilleure débutante de la saison 2004 de l'ACC, elle est élue dans le meilleur cinq défensif de l'ACC en 2007. En quatre saisons à UNC, elle inscrit 1 773 points pour des moyennes de 12,8 points et 5,9 rebonds, dont 13,7 points et 5,9 rebonds lors de son année senior où elle atteint le Final four.
L'entraîneur et manager général des Silver Stars Dan Hughes la choisit en 17e position en disant surpris qu'elle soit disponible, ses prévisions la plaçant au premier tour.
Pourtant, dès le 9 avril 2008, elle, Chioma Nnamaka et un premier tour de la draft WNBA 2009 sont envoyés au Dream d'Atlanta en échange d'Ann Wauters, Morenike Atunrase et un second tour de la draft WNBA 2009,. Elle n'y joue que quelques semaines (12 rencontres à 4,4 points de moyenne) car elle envoyée dès le 22 juin 2008 au Storm de Seattle contre un second tour de la draft 2009. L'entraîneur du Seattle Brian Agler déclare alors : « Nous avons été intéressés par Camille et nous sommes réjouis de ce joli transfert (...) Elle apporte de la profondeur à notre banc ». Elle contribue activement au deuxième titre NBA du Storm en 2010 avec 11,3 points, 6,9 rebonds, 1,4 passe décisives en 29 minutes en play-offs.
Le 28 janvier 2015, Little et Shekinna Stricklen sont envoyées au Sun du Connecticut en échange de Renee Montgomery ainsi que les 3e et 15e choix de la draft WNBA 2015.
En 2017, elle est transférée au Mercury de Phoenix avec Jillian Alleyne dans un échange entre trois équipes qui envoie Candice Dupree au Fever de l'Indiana avec le premier tour de draft 2017 du Mercury, alors que le Sun du Connecticut reçoit du Fever le 8e choix de la draft 2017 et Lynetta Kizer.

## Étranger
Elle joue également à l'étranger, à Chypre en 2009-2010 pour K.V. Imperial AEL in 2009-10 avec des statistiques 10,8 points et 9,7 rebonds. En 2011-2012, elle est membre de l'équipe chinoise du Shanghai Octopus qui atteint les demi-finales du championnat avec des statistiques personnelles de 24,8 points (3e de la ligue), 10,1 rebonds, 2,3 passes décisives et 2,1 interceptions, puis en 2013-2014 en Turquie pour Kayseri Kaski 10,1 points et 5,9 rebonds en Euroligue, puis en 2015-2016 avec le club italien de Raguse pour 15,6 points, 6,3 rebonds et 2,1 passes en 31 rencontres disputées. Début 2018, en provenance du club libanais de Homentmen Antelias, elle rejoint le club français de Montpellier mais n'y fait que quatre rencontres face à Basket Landes (20 points) en LFB, Tarbes en Coupe de France (11 points, 5 rebonds) et deux d'Euroligue contre Schio (16 points, 7 rebonds) puis Cracovie son équipe ayant dû remplacer l'Italienne Giorgia Sottana par une autre américaine, Sugar Rodgers,.

## Palmarès
- Championne WNBA 2010
- Coupe d'Italie 2016[11]

## Distinctions personnelles
- WNBA All-Rookie Team (2007)
- Second-team All-ACC (2007)
- Troisième cinq de l'ACC (2005, 2006)
- Meilleur cinq défensif de l'ACC (2007)
- Meilleure freshman de l'ACC (2004)

## Statistiques universitaires
| Année     | Équipe    | GP  | Points | FG%  | 3P%  | FT%  | RPG | APG | SPG | BPG | PPG  |
| --------- | --------- | --- | ------ | ---- | ---- | ---- | --- | --- | --- | --- | ---- |
| 2003-2004 | Tar Heels | 31  | 442    | 51.2 | 32.7 | 74.0 | 7.9 | 1.1 | 1.3 | 0.4 | 14.3 |
| 2004-2005 | Tar Heels | 34  | 401    | 44.9 | 43.3 | 68.2 | 5.9 | 1.6 | 2.1 | 0.5 | 11.8 |
| 2005-2006 | Tar Heels | 35  | 408    | 45.4 | 38.0 | 66.1 | 5.5 | 2.1 | 1.9 | 0.4 | 11.7 |
| 2006-2007 | Tar Heels | 38  | 522    | 48.3 | 31.0 | 69.0 | 5.9 | 2.7 | 2.6 | 0.3 | 13.7 |
| Carrière  | Tar Heels | 138 | 1773   | 47.5 | 36.0 | 69.4 | 6.3 | 1.9 | 2.0 | 0.4 | 12.8 |

Source